# Корейські мови
Корейські мови — мала мовна сім'я, що складається з корейської та чеджуської мов. Чеджуську часто називають діалектом корейської, однак вона достатньо самобутня, щоб вважати її окремою мовою. Олександр Вовін припускав, що юкчинський діалект, яким говорять на північному сході Кореї, також варто виокремити, як окрему мову корейської сім'ї. Відколи в XV столітті було запроваджено хангиль, корейська мова дуже детально документувалась, проте більш ранні записи корейською, для яких використовувались китайські ієрогліфи, вивчати значно складніше.
Всі сучасні корейські мови походять від старокорейської мови, якою говорили в державі Сілла. Про мови, якими говорили на Корейському півострові до об'єднання Кореї Сіллою наприкінці VII століття відомо дуже мало, більшість інформації зараз про ті мови походить з дослідження топонімів. Вважається, що деякі з інших мов того часу також належали до сім'ї корейських мов, але є підстави вважати, що в центральній та південній частинах півострова говорили японсько-рюкюськими мовами. Було багато спроб знайти зв'язки корейських мов з іншими мовними сім'ями, насамперед із тунгусо-маньчжурськими або японсько-рюкюськими, але досі не було складено визнаних науковою спільнотою гіпотез.

## Живі мови сім'ї

Поширення діалектів корейської мови

Різні форми корейської мови часто називаються діалектами корейської мови, але між деякими з "діалектів" відсутнє взаємне розуміння, що дає підстави вважати їх малою сім'єю з двох або трьох мов.

### Корейська
Корейські діалекти утворюють діалектний континуум, що простягається від південного краю Корейського півострова до Яньбянь-Корейської автономної префектури у китайській провінції Цзілінь, хоча діалекти по протилежних краях не є взаємно зрозумілими. Зазвичай корейську мову поділяють на п'ять чи шість діалектних зон, що відповідають провінційним кордонам, при тому яньбяньські діалекти включають до північносхідної Хамгьонської діалектної групи. Діалекти відрізняються наявністю палаталізації та фонетичними змінами акцентів, голосних, дзвінких фрикативів, медіалей /k/ та ініціалей /l/ та /n/ у середньокорейській мові.
Корейська широко та докладно документувалась із моменту запровадження абетки хангиль у XV столітті (пізня середньокорейська). Про більш ранні форми, що різним чином записувались за допомогою китайських ієрогліфів, відомо значно менше. Головні джерела про ранню середньокорейську (з X по XIV століття): китайська робота Цзілінь лейши (1103–1104), та фармакологічне дослідження Хян'як куґиппан (кор. 鄕藥救急方, трансліт. Hyangyak kugŭppang, середина XIII ст.). Протягом цього періоду, до корейської надійшло багато запозичень з китайських мов, що вплинули на всі аспекти мови. За підрахунками, лексика китайського походження складає більш як половину усієї корейської лексики, але у базовій лексиці, китайські запозичення складають лише 10%. Про давньокорейську мову (з VI до початку X ст.) відомо ще менше, більшість інформації відомо за окремими написами та 14-ма хянга, складеними між VII та IX віками, та записаними у Самгук Юса (XIII ст.).
Мовні стандарти Північної та Південної Кореї базуються насамперед на престижному столичному діалекті Сеула, хоч Північна Корея і заявляє, що їхній стандарт базується на мові Пхеньяна. Стандарти різняться між собою фонетикою та лексикою. У північнокорейському стандарті чимало запозичень прибрано, а в південнокорейському — навпаки, набуто нових запозичень, зокрема з англійської та китаїзмів. Тим не менш, через те, що обидва стандарти базуються на сеульському діалекті, північнокорейський стандарт є зрозумілим для всіх південнокорейців.
На рубежі XIX та XX століть, через неврожай та анексію Кореї Японією, населення півночі півострову емігрували до східної Маньчжурії та півдня сучасного Приморского краю у Росії. Згодом, корейських робітників насильно переселяли до Маньчжурії після японської окупації Маньчжурії. Станом на  2015, у Китаї живе 2 мільйони корейців, переважно у прикордонній префектурі Яньбянь, де корейська має офіційний статус.
Мову корейців, що жили на Далекому Сході Росії, документували російські дослідники, як-от Міхаїл Пуцилло, що в 1874 році склав словник. У 1930-х, там жили приблизно 250 тисяч корейців, але за часів Сталіна їх було насильно депортовано до Середньої Азії, зокрема до Узбекистану та Казахстану. У Середній Азії досі існують спільноти корьо-сарам, що говорять діалектом корьо-мар. Крім того, деякі корейці, нащадки насильно переселених Японією до 1945 року до південної частини острова, досі живуть на Сахаліні.
Більшість корейців у Японії — нащадки імігрантів часів японської окупації півострова. Більшість корейських шкіл у Японії навчають за північнокорейським стандартом. Корейська мова у Японії також зазнала впливу японської мови. Наприклад, було редуковано голосні, дещо спрощено граматику. Корейська діаспора в цілому існує в багатьох країнах світу, наприклад, у Північній Америці, де за стандарт було прийнято сеульський діалект.

### Чеджу
Мова мешканців Чеджу не є взаємно зрозумілою зі стандартною корейською, що дає підстави вважати чеджуську окремою мовою. У текстах XV століття, записаних хангилем, зустрічалась літера на позначення звуку /ʌ/, що мала вигляд ⟨ㆍ⟩. У інших діалектах ця літера об'єдналась з іншими голосними, але в чеджуйській вона залишилась. У Хунмінджоним хер'є (Hunminjeongeum Haerye, 1446) пишеться, що звукосполучення /jʌ/ не існувало в тодішній стандартній мові, але зустрічалось в окремих діалектах, зокрема, у чеджуському. Це дозволяє припустити, що чеджуська відокремилась від інших діалектів до XV століття.

### Юкчин

Шість гарнізонів (Юкчин) на крайньому північному сході Кореї.

Юкчинський діалект, яким говорять на крайньому півночі Кореї та суміжних районах Китаю, є відокремленим від навколишніх північносхідних діалектів, та інколи вважається окремою мовою. Коли король Седжон вигнав чжурчженів із нинішньої північної Хамгьон у 1434 році, він заснував шість гарнізонів (кор.: хангиль: 육진, ханча: 六鎭, СК: Юкчін) у вигині Тумангану – Кьонхин, Кьонвон, Онсон, Чонсон, Хверьон та Пурьон – та заселив їх вихідцями з південного сходу Кореї. Таким чином, мова сучасних жителів регіону відрізняється від інших діалектів Хамгьону, та містить чимало архаїзмів. Зокрема, юкчинський діалект не зазнав палаталізації, на відміну від більшості інших діалектів. Приблизно 10% носіїв корейської в Середній Азії говорять саме юкчинським діалектом.

## Пракорейська мова
Сім'я корейських мов, порівняно з іншими сім'ями мов, є доволі одноманітною. Сучасні представники корейських мов мало між собою відрізняються та здебільшого усі походять від пізньої середньокорейської (XV століття). Для невеликої кількості винятків, розходження сталось лише на кілька століть раніше, тобто після об'єднання півострова Сіллою. Тому, пракорейська реконструйована переважно за допомогою внутрішньої реконструкції середньокорейської, з урахуванням філологічного аналізу уривчастих записів про старокорейську.

### Фонологія
У реконструйованої прамови відносно простий набір приголосних звуків:
|              | Губні | Ясенні | Середньопіднебінні | Задньоязикові |
| ------------ | ----- | ------ | ------------------ | ------------- |
| Носові       | *m    | *n     |                    | *ŋ            |
| Проривні     | *p    | *t     | *c                 | *k            |
| Фрикативні   |       | *s     |                    | *h            |
| Одноударні   |       | *r     |                    |               |
| Апроксиманти |       |        | *j                 |               |

Інші види приголосних виникли у корейській пізніше:
- Напружені[en] приголосні, що є в сучасній корейській, виникли на місці кластерів приголосних[en], та стали фонемічними вже після пізньої середньокорейської[20][9].
- Придихові приголосні у середньокорейській та сучасній корейській також виникли на місці кластерів, з тих, де були *k або *h[21][20]. Нема консенсусу стосовно того, чи були придихові у старокорейській[22][9]. Однак є згода, що аспірація спочатку сталась із *t та *c, потім з *p, та зрештою з *k[9][22][23].
- У пізній середньокорейській було кілька дзвінких фрикативних: /β/ ⟨ㅸ⟩, /z/ ⟨ㅿ⟩ та /ɦ/ ⟨ㆁ⟩. Вони виникали лише в певних умовах, та вважається, що вони появились через леніцію /p/, /s/ та /k/ відповідно[21][20][9][22]. Ці фрикативні зникли в більшості сучасних діалектів, однак у деяких діалектах південного сходу та північного сходу (зокрема, у юкчинському) у цих словах залишились звуки /p/, /s/ та /k/[10].

У середньокорейській, /l/ ⟨ㄹ⟩ не вживається, як ініціаль, у питомо корейських словах, що є типологічною особливістю, також присутньою в інших «алтайських» мовах. Деякі, але не всі появи /l/ з'явились внаслідок леніції /t/. Наявність двох різних китайських ієрогліфів 乙 та 尸 для запису /l/ свідчить, що в старокорейській ймовірно було два звуки що відповідають пізнішому корейському l. Той звук, що відповідає другому ієрогліфу, в середньокорейській записувався, як lh, що може бути ознакою того, що раніше це був кластер із обструентом.
У пізній середньокорейській було сім голосних. На основі запозичень з середньомонгольської та написів у Jìlín lèishì, Лі Гімун стверджує, що в корейській відбуся зсув голосних між XIII та XV століттям, що вплинув на 5 з цих голосних. Вільям Лабов зазначив, що цей запропонований зсув відбувся не за тими ж принципами, за якими відбувались інші розглянуті ним зсуви. Філологічні свідчення цього зсуву також були оскаржені. Аналіз на основі китайсько-корейських прочитань слів показує більш консервативні результати:
|         | Передні       | Середні       | Задні         |
| ------- | ------------- | ------------- | ------------- |
| Високі  | *i > [i] ⟨ㅣ⟩ | *ɨ > [ɨ] ⟨ㅡ⟩ | *u > [u] ⟨ㅜ⟩ |
| Середні | *e > [ə] ⟨ㅓ⟩ | *ə > [ʌ] ⟨ㆍ⟩ | *o > [o] ⟨ㅗ⟩ |
| Низькі  |               | *a > [a] ⟨ㅏ⟩ |               |

Голосні *ɨ > [ɨ] та *ə > [ʌ] мало поширені у пізній середньокорейській, що дає підстави вважати, що неударні *ɨ та *ə зазнали синкопи. Вони також могли злитись з *e в ударному початковому положенні[уточнити переклад] або після *j. Деякі автори висували ідею, що пізньосередньокорейська [jə] ⟨ㅕ⟩ походить від восьмого пракорейського голосного, на базі його великої поширеності та аналізу гармонії кореня язика.
У пізній середньокорейській на письмі позначався один з трьох контурів тону: низький (без відміток), високий (одна крапка) або висхідний (дві крапки). Висхідний тон міг бути довшим, та вважається, що він був вторинним, що виник при скороченні двох складів, перший з яких був з низьким тоном, а другий — з високим. Рівні тонів після першого або високого тону не розрізнялись, що означає, що в середньокорейській радше був мелодійний наголос, а не повноцінна система тонів. У прамові, наголос скоріше за все не розрізнявся у дієсловах, однак міг розрізнятись в іменниках, хоч і з пріоритетом на наявності наголосу саме на останньому складі[уточнити переклад].

### Морфологія та синтаксис
На позначення відмінків та інших зв'язків між словами, корейська використовує післяіменникові частки. Сучасний суфікс називного відмінка -i походить від старішого суфікса на позначення ергативного відмінка *-i.
У сучасній корейській дієслова — це зв'язані морфеми, що не можуть використовуватись без одного чи кількох суфіксів. Водночас, корені дієслів у старокорейській могли вживатись самостійно, зокрема у сполуках «дієслово-дієслово», де перше дієслово зазвичай було представлено як невідмінений корінь слова.

### Лексика
Займенники старокорейської записувались відповідними по значенню китайськими ієрогліфами, тому їхню вимову можливо лише припустити на базі середньокорейської. Відомі старокорейські особові займенники: *na (я), *uri (ми) та *ne (ти).
|    | Пракорейська      | Цзілінь лейші | Цзілінь лейші | Пізня середньокорейська | Сучасна корейська | Чеджуська |
| -- | ----------------- | ------------- | ------------- | ----------------------- | ----------------- | --------- |
| 1  | *hət(V)- / *hətan | 河屯          | ɣa-dun        | hʌnáh                   | hana              | hʌna      |
| 2  | *tupɨr            | 途孛          | du-buaj       | tǔlh                    | tul               | tul       |
| 3  | *se- / *seki      | 洒            | ʂaj           | sə̌jh                    | set               | swis      |
| 4  | *ne / *neki       | 迺            | naj           | nə̌jh                    | net               | nuis      |
| 5  | *tasə             | 打戍          | da(ŋ)-ʂy      | tasʌ́s                   | tasʌt             | tasʌs     |
| 6  | *jəsəs            | 逸戍          | jit-ʂy        | jəsɨ́s                   | jʌsʌt             | jəsəs     |
| 7  | *nirkup           | 一急          | ʔjit-kip      | nilkúp                  | ilgop             | ilkop     |
| 8  | *jətərp           | 逸答          | jit-tap       | jətɨ́lp                  | jʌdʌl             | jʌtʌp     |
| 9  | *ahop             | 鴉好          | ʔja-xaw       | ahóp                    | ahop              | aop       |
| 10 | *jer              | 噎            | ʔjiat         | jə́lh                    | jʌl               | jəl       |

## Типологія та ареальні властивості
У сучасних корейських мовах є розрізнення між простими, придиховими та напруженими проривними приголосними та африкатами, однак у реконструйованій пракорейській мові такого розрізнення нема, подібно до японсько-рюкюської прамови та айнської прамови, але на відміну від тунгусько-маньчжурської, монгольської та тюркської прамов, у яких розрізнялась дзвінкість. Корейська прамова також вирізняється тим, що, подібно до японсько-рюкюської та айнської, мала лише один плавний приголосний, водночас інші згадані прамови розрізняли /l/ та /r/.
Більшість сучасних представників сім'ї (крім чеджуської та кількох північних діалектів) мають наголоси, що в центральних діалектах позначаються довжиною голосних, а на південному сході та північному сході — висотою голосних. Позиція наголосу відповідає першому складу з високим тоном у середньокорейській. Подібний мелодійний наголос існує в японсько-рюкюських та айнських мовах, але не в тунгусько-маньчжурських, монгольських чи тюркських.
Подібно до інших мов північно-східної Азії, у корейських мов аглютинативна морфологія та в них залежні слова завжди йдуть перед головним. Порядок слів — підмет-додаток-присудок. Прикметники йдуть після іменників, та використовуються частки-післяйменники.

## Пропоновані зв'язки

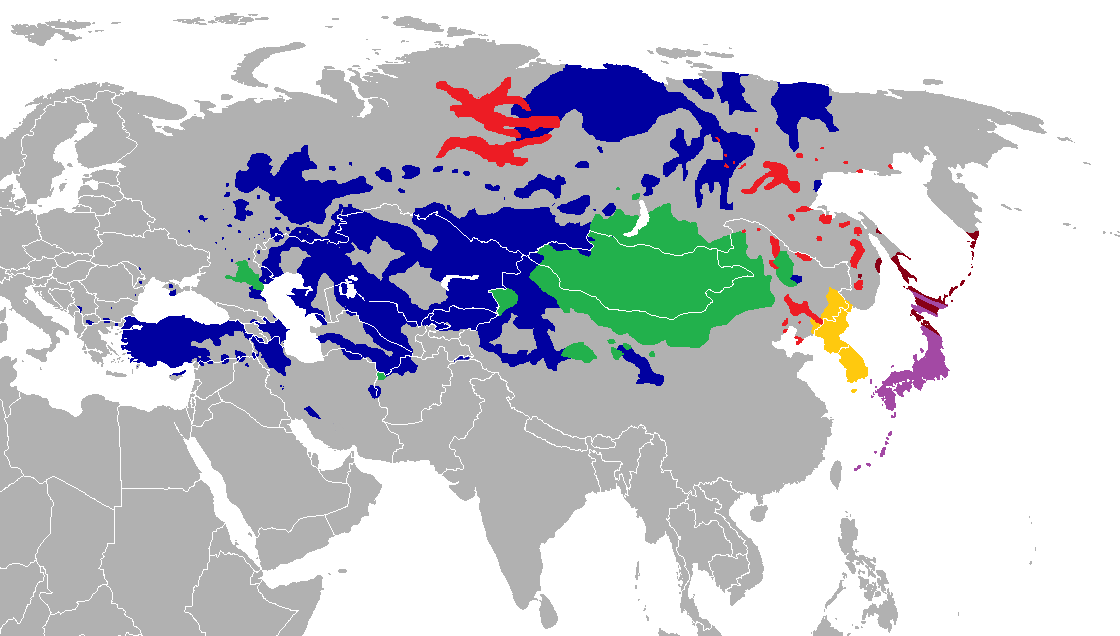
Великі мовні сім'ї північно-східної Азії
Тюркські мови
Монгольські мови
Тунгусо-маньчжурські мови
Корейські мови
Японсько-рюкюські мови
Айнські мови

У північно-східній Азії є кілька сімей мов з невеликою кількістю представників, подібно до корейської. Було кілька спроб пов'язати корейські мови з іншими, з яких найбільш поширена так звана «алтайська гіпотеза», що об'єднує корейські мови з тунгусо-манчжурськими, монгольськими, тюркськими, та японсько-рюкюськими. Однак жодна з таких гіпотез, що стверджує про спорідненість корейських та будь-яких інших мов не була визнана достатньо переконливою. Подібні гіпотези, що включають ще більше мовних сімей, наприклад, ностратична та євроазійська, є ще більш спірними.

### Алтайські мови
Алтайська гіпотеза, що об'єднує тунгусо-маньчжурські, монгольські та тюркські мови в одну алтайську сім'ю, з'явилась у XIX сторіччі, коли було відкинуто більшу, уральсько-алтайську гіпотезу. Корейська була включена до гіпотези Густавом Рамстедтом у 1924 році, потім до гіпотези було включено японську. Всі мови, що входять до запропонованої групи, мають аглютинативну морфологію, порядок SOV та післялоги. Було запропоновано багато споріднених слів, були намагання реконструювати прамову.
Археолог Кім Вонйон включив алтайську гіпотезу до своєї впливової моделі корейського етногенезу, запропонованої у 1970-х, заснованій на двох хвилях міграції. У цій моделі він теоретизував, що культурні зміни в доісторичній Кореї стались через міграції певних етнічних груп з півночі. За його моделлю, неолітична культура Чильмун описується як палеоазійська група, а бронзова доба в регіоні настала через міграцію тунгусо-маньчжурської культури-предка сучасних корейців, яку пізніші китайські джерела називали Ємек. Південнокорейські історики розглядали давніх предків корейців як єдиний народ, подібно до сучасних корейців, та припускали, що вже єдиний корейський народ мігрував до півострова, не беручи до уваги можливі зміни та впливи з того періоду. Втім, не було знайдено доказів таких міграцій, та нині археологи вважають, що корейський півострів та розташовані поряд регіони східної Маньчжурії були постійно заселені з пізнього плейстоцену. Гіпотези, що в ту епоху там жили саме Ємек, теж були спростовані.
Щобільше, чимало компаративістів вже відкидають і саму алтайську гіпотезу, навіть без включення корейських мов. Вони вважають, що більшість подібностей випливає через тривалі контакти між цими групами. Спільні властивості виявились поширеними серед мов світу в цілому, та типологія сама по собі вже не вважається ґрунтовним доказом генетичної спорідненості. У окремих парах сімей групи було знайдено чимало споріднених слів, але дуже мало таких слів існують одночасно в усіх трьох сім'ях. Запропоновані фонетичні зсуви теж піддавались критиці за те, що за гіпотезою вони видозмінювали забагато фонем. Наприклад, вважається, що чотири фонеми алтайської прамови перетворились на *y у пратюркській мові. Схожим чином, пракорейська *r за гіпотезою походить від чотирьох праалтайських плавних приголосних.
В будь-якому разі, більшість досліджень стосовно спорідненості корейських мов з алтайськими проводили порівняння з тунгусо-маньчжурськими мовами. Кім Тонсо провів детальне порівняння корейської та тунгусо-маньчжурських мов у 1981 році, однак цю роботу критикували за телеологічні реконструкції, за проблеми з розрізненням запозичень та семантичними зв'язками, через що лишається замало подібностей для обґрунтування зв'язку. Велика частина цієї роботи опирається здебільшого на порівняння з сучасними мовами, насамперед маньчжурською, а не реконструкцією пратунгуської. Багато споріднених слів існують лише в маньчжурській та близько пов'язаних мовах, що може свідчити про те, що ці слова виникли внаслідок мовного контакту.

### Японсько-рюкюські мови
Дослідники не з Кореї надавали певну увагу гіпотетичним зв'язкам корейських мов з японсько-рюкюськими. Першим це став досліджувати Вільям Джордж Астон у 1879 році. Фонемічні інвентарі цих двох прамов подібні: обидві мають один ряд[уточнити переклад] обструентів, один плавний приголосний, шість або сім голосних. Семюел Мартін, Джон Вітмен та інші пропонували сотні можливих споріднених слів та відповідності звуків. Більшість таких слів пов'язані з природним середовищем та сільським господарством.
Однак, корейські та японські мови мають довгу історію контактів, що може пояснювати граматичні подібності та через що може бути важко відрізнити слова одного походження від давніх запозичень. Більшість мовознавців, що вивчають японсько-рюкюські мови, вважають, що носії цих мов, культура Яйой, прийшли до Японського архіпелагу з Корейського півострова приблизно у 700–300 рр. до н.е. Підписи з прочитанням топонімів у Самгук Сагі та інші свідчення є приводом припускати, що японсько-рюкюськими мовами досі говорили у центральній та південнозахідній частині півострова у перших століттях нашої ери.
Багато культурних інновацій у ранній японській державі надходили з Кореї, що також могло вплинути на мову. Олександр Вовін зазначає, що у старояпонській є кілька пар слів зі схожими значеннями, де одне слово є подібним до корейського відповідника, а інше також є в рюкюській та східній старояпонській. Він припускає, що перші слова з пар є ранніми запозиченнями з корейської, та що старояпонські морфеми не варто вважати питомо японсько-рюкюськими, якщо вони також не засвідчені в південнорюкюській мові чи східній старояпонській мові. Таким чином, із запропонованих споріднених слів лишається дуже незначна кількість.

### Інші
У 1905 році Гомер Гульберт вперше запропонував наявність можливого зв'язку між корейськими та дравідійськими мовами, що згодом досліджував Морган Кліппінгер у 1984 році, однак з 1980-х років ця гіпотеза мало розглядалась. Були також гіпотези про зв'язок з австронезійськими мовами, але в них небагато прихильників.

## Рання історія
Всі сучасні корейські мови походять від мови Об'єднаної Сілли. Свідчень про мову більш ранніх періодів корейської історії дуже мало. Висувались різні теорії на основі археологічних та етнологічних досліджень та дотичних згадок у ранніх китайських записах. Корейські дослідники часто припускають, що всі мови, якими раніше говорили в Кореї, були ранніми формами корейської, але є підстави вважати, що в минулому Корейський півострів був значно більш мовно різноманітним.

### Ранні китайські записи

Ханьські округи (пурпурним) та їхні східні сусіди, згадані в Саньґочжи

Лише китайські літописи мають описи населення Корейського півострова та східної Маньчжурії перших віків нашої ери. Ці описи — імпресіоністичні ремарки про звичаї та мови регіону, що базувались на повідомленнях з других рук. Деякі з них одне одному суперечать. Дещо пізніші записи про Корею не мають описів їхніх мов.
У 108 році до н.е., Династія Хань завоювала північ Кореї та запровадила Чотири ханьських округи, з яких найважливішим був Лелан. Цей округ знаходився в басейні Тедонган та існував до 314 року н.е. 30-й розділ Саньґочжи (кінець III ст.) та 85-й розділ Хоу Ханьшу (V ст.) мають паралельні свідчення про народи, що жили біля цих округів, та, певно, обидвоє базуються на переписі, проведеному династією Вей після їхньої перемоги над Когурьо у 244 році.
Про Пуйо, Коґурьо та Тон'є на півночі та сході регіону писали, що вони говорили подібними мовами, водночас мова Окчо відрізнялась від їхніх мов лише незначним чином. Писалось, що їхні мови всі були не схожими на мову народу Ілоу, що жив ще далі на північний захід від цих держав. Про мову Ілоу не відомо нічого, але на базі описів населення та розташування припускається, що вони були тунгусомовними.
На півдні існували Самхан (Три Хан), Махан, Пьонхан та Чінхан, що описувались інакше, ніж Пуйо та Когурьо. За джерелами, мова Махан відрізнялась від мови Чінхан, але є суперечливі свідчення про зв'язок мов Пьонхан та Чінхан: у «Саньґочжи» написано, що вони були подібними, однак у «Хоу Ханьшу» — що були різними. Також написано про народ «Чжоуху» (кит. 州胡, трансліт. Zhōuhú), який жив на великому острові на захід від Махан (імовірно, мова про острів Чеджу), що також говорив мовою, відмінною від мови Махан.
На основі цих свідчень, Лі Гімун поділив мови Корейського півострова того часу на дві групи, пуйоські та ханські. Спочатку Лі припускав, що це дві гілки корейської мовної сім'ї, і це припущення було прийняте корейськими дослідниками. Згодом він стверджував, що пуйоські мови були проміжними між корейськими та японськими. Олександр Вовін та Джеймс Маршалл Ангер стверджували, що ханські мови належали до японсько-рюкюських, та потім були заміщені пуйоськими мовами з корейської сім'ї у IV ст. Окремі дослідники заявляли, що пуйоські мови були тунгусо-маньчжурськими, але противники цієї теорії вважають, що бракує підстав для такої класифікації.

### Три корейські держави

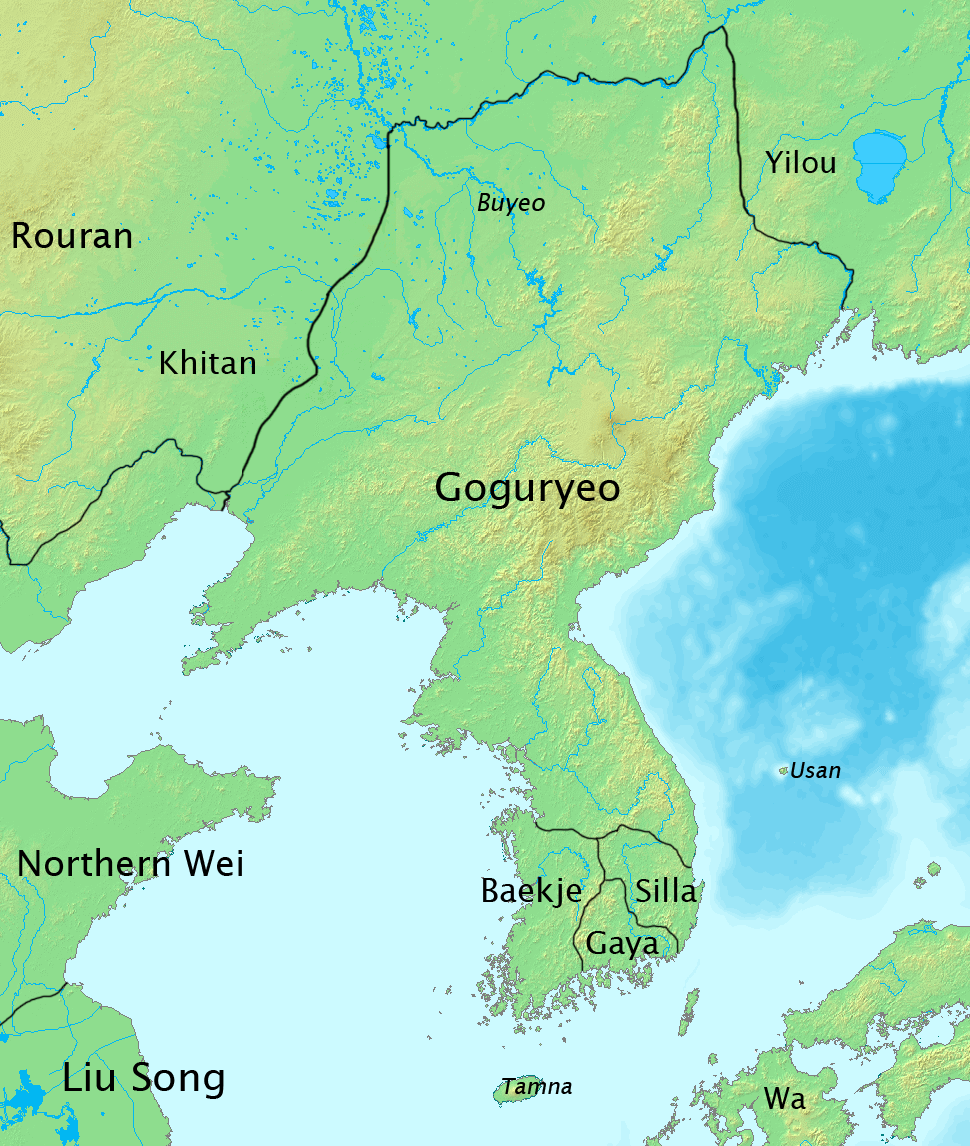
Корейський півострів наприкінці V ст.

Через занепад Китаю, з початку IV ст. на півострові стали з'являтись централізовані держави. У 314 році, Коґурьо захопили округ Лелан. На півдні, на території союзів Махан, Пьонхан та Чінхан, утворились Пекче, Кая та Сілла відповідно. Їхнє утворення вважається початком Трицарства у Кореї, де «трьома царствами» вважаються Коґурьо, Пекче та Сілла (у VI ст. Конфедерація Кая була включена до Сілли). Епоха Трицарства завершилась наприкінці VII ст., коли Сілла в союзі з китайською Династією Тан підкорила інші держави півострова. Згодом, Сілла вигнала Тан з півострова.
Збереглось мало свідчень про те, як говорили у цих державах часів Трицарства. Через те, що такі записи були написані китайськими ієрогліфами, їх вимову важко інтерпретувати. Більшість цих текстів походить з Сілли. Водночас вважається, що всі сучасні мови та діалекти сім'ї походять від сілланської мови. Про класифікацію інших мов півострова того часу консенсусу немає. Це питання вважається політичним у самій Кореї, де дослідників, що вказують на розбіжності між цими мовами, звинувачують у спробах «розділити країну». Про мови Пекче та Коґурьо відомо дуже мало, за винятком топонімів, що можливо походять з цих мов.
Найчастіше, як витяг мовою Коґурьо наводиться 37-й розділ «Самгук Сагі» — історичної хроніки часів Трицарства, написаної класичною китайською та зібраної у 1145 році з більш ранніх записів, що не збереглися. В цьому розділі наведений опис частини Коґурьо, включеної до складу Сілли, та вказані вимови та значення топонімів, на базі чого складено словник з від 80 до 100 слів їхньою мовою. Деякі зі слів, вимову яких вдалось розібрати, були класифіковані як тунгусо-маньчжурські, корейські або японсько-рюкюські за походженням. Окремі дослідники на базі цієї вибірки робили висновки, що ця мова може належати до корейських мов, японсько-рюкюських, або ж мати змішане походження.
Інші дослідники зауважили, що більшість цих назв описують місцевості в центральній Кореї, що Коґурьо захопило у Пекче та інших держав у V ст., та що жодна з цих назв не стосується центральних для Коґурьо земель на північ від Тедонган. Отже, ці дослідники вважають, що топоніми з хронік записані не мовою Коґурьо, а мовою місцевих. Це могло б пояснити схожість з іншими мовними сім'ями. В цілому, заведено вважати, що ці транскрипції означають, що в певній частині Корейського півострова говорили японсько-корейськими мовами, але нема консенсусу, де саме.
Було знайдено незначну кількість написів часів Коґурьо, найбільш рання з яких — Стела Квангетхо (зведена у Цзіані у 414 році). Всі ці написи записані класичною китайською, але містять невідповідності, наприклад: періодичне використання порядку додаток-присудок, властивий корейській та іншим північно-східним азійським мовам, замість китайського присудок-додаток, та часток 之 і 伊. Деякі дослідники пропонували можливі корейські відповідники цим часткам. Олександр Вовін вважає, що коґурьоська мова була предком корейських мов, та як приклад наводить кілька слів з цієї мови, згаданих у таких китайських текстах, як Книга Вей (VI ст.), що ймовірно мають корейські етимології, а також відповідні корейські запозичення у чжурчженській та маньчжурській[перевірити].
У Книзі Лян (635 р.) стверджується, що в Пекче говорять тією ж мовою, що й у Коґурьо. За традиційною корейською історіографією, Пекче заснували вихідці з Коґурьо, що захопили Махан. У японській хроніці Ніхон Шьокі, зібраній на початку VIII ст. з більш ранніх текстів, в тому числі текстів з Пекче, записані 42 слова мовою Пекче. Вони передані складами старояпонської, обмеженої структурою складу (П)Г (або (C)V), що погіршує точність передачі. Стверджується, що половина цих слів — корейського походження. На базі цих слів, та витягу з Книги Чжоу (636 р.), Коно Рокуро стверджує, що королівство Пекче було двомовним, де дворянство говорило пуйоською мовою, а прості люди — ханською.

### Виноски
1. ↑  Vovin, (2013c), с. 201.
2. ↑  NGII, (2017).
3. 1 2 3 4 5 6 7  King, (1987).
4. ↑  CASS, (2012).
5. ↑  Cho та Whitman, (2019).
6. 1 2 3 4  Cho та Whitman, (2020).
7. 1 2 3 4 5 6 7 8 9 10 11 12 13 14 15 16 17 18 19  Sohn, (1999).
8. 1 2 3 4 5 6 7  Yeon, (2012).
9. 1 2 3 4 5 6 7 8 9 10 11 12 13 14 15 16 17 18 19 20 21 22 23 24 25 26 27 28 29 30 31 32 33 34 35 36 37 38 39 40 41 42 43  Lee та Ramsey, (2011).
10. 1 2 3 4 5 6 7  Lee та Ramsey, (2000).
11. ↑  Nam, (2012), с. 41.
12. 1 2 3 4 5 6  Brown та Yeon, (2015).
13. 1 2 3  Janhunen, (1996).
14. ↑  Судьба первого российского корееведа М. П. Пуцилло. Корё Сарам (рос.). Процитовано 25 листопада 2024.
15. ↑  Yang та ін., (2018).
16. 1 2 3 4 5 6  Whitman, (2011).
17. ↑  Vovin, (2013c).
18. 1 2  King, (1992).
19. 1 2 3  Janhunen, (1999).
20. 1 2 3 4 5 6 7 8 9 10 11 12 13 14  Whitman, (2012).
21. 1 2 3 4 5 6 7 8 9 10 11  Vovin, (2010).
22. 1 2 3 4 5 6 7 8  Whitman, (2015).
23. ↑  Kim, (2015).
24. 1 2 3  Martin, (1996).
25. ↑  Vovin, (2013b).
26. ↑  Whitman, (1990).
27. ↑  Labov, (1994).
28. 1 2 3 4 5  Whitman, (2013).
29. ↑  Martin, (1992).
30. 1 2  Nam, (2012).
31. ↑  Pulleyblank, (1991).
32. ↑  Yang, Yang та O'Grady, (2019).
33. 1 2 3 4 5 6  Tranter, (2012).
34. ↑  Janhunen, (2010).
35. 1 2 3 4 5  Campbell та Poser, (2008).
36. 1 2  Kim, (1983).
37. 1 2  Yi, (2014).
38. 1 2 3  Kim, (1987).
39. ↑  Park та Wee, (2016).
40. 1 2 3  Nelson, (1995).
41. 1 2 3  Pai, (2000).
42. ↑  Janhunen та Kho, (1982).
43. 1 2  Vovin, (2017).
44. ↑  Serafim, (2008).
45. ↑  Shin, (2014).
46. 1 2 3 4 5 6  Seth, (2024).
47. 1 2  Byington та Barnes, (2014).
48. ↑  Nam, (2012), с. 55.
49. 1 2  Vovin, (2013a).
50. ↑  Unger, (2009).
51. 1 2  Beckwith, (2004).
52. ↑  Georg, (2017).
53. ↑  Seth, (2024), с. 27.
54. ↑  Itabashi, (2003).
55. ↑  Toh, (2005).
56. 1 2  Vovin, (2005).
57. ↑  Bentley, (2000).
58. ↑  Kōno, (1987).